# エイサップ・ロッキー
エイサップ・ロッキー（英語：ASAP Rocky, 本名: ラキム・メイヤーズ, 1988年10月3日 - ）は、アメリカ合衆国ニューヨーク州ニューヨークシティ出身のラッパー、ソングライター、音楽プロデューサー、モデル、俳優。正式にはA$AP Rockyと表記される。ヒップホップコレクティヴのA$AP Mobのメンバーとしても知られている。
2011年にミックステープ「LiveLoveA$AP」を自主リリースした後、メジャーレーベルのソニーレコードと契約を結び、2013年にアルバム『Long. Live. ASAP』でメジャーデビューを飾る。それに先行して2012年に発表したシングル「Fuckin' Problems」は、全米シングルチャートにて最高8位を記録した。2015年には2作目のアルバム『At. Long. Last. ASAP』をリリースし、2作連続となる全米1位を記録。2018年には3作目のアルバム『Testing』をリリースした。

## 来歴

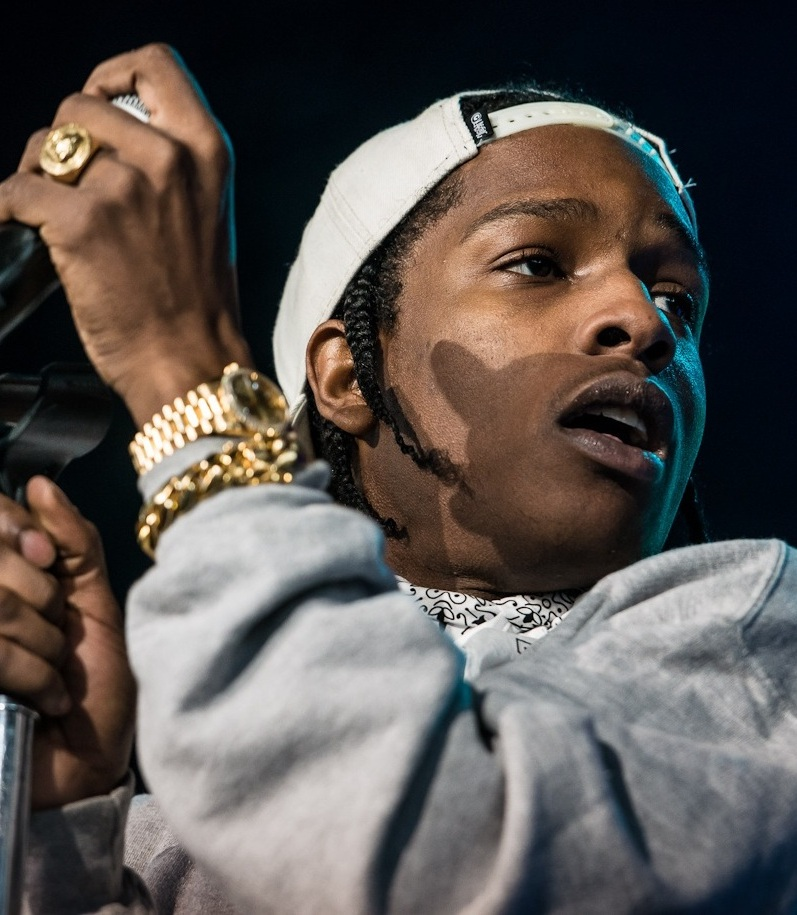
ライブでのA$AP Rocky（2013年）

1988年10月3日、エイサップ・ロッキーこと、ラキム・メイヤーズはニューヨークのハーレムで生まれた。本名はラキム・メイヤーズで、伝説的ラッパーのラキムにちなんでつけられた。ペンシルベニア州ハリスバーグに越した8歳の頃からラップに親しみ、兄にラップを学んだ。ロッキーが12歳の時に父親が麻薬の売買で刑務所に入り、2012年に亡くなる。さらに13歳の時に兄がハーレムで殺害される。ロッキーは母親や姉とホームレスのシェルターを転々としながら大麻やクラックを売って生活し、その後マンハッタンのミッドタウンに引っ越した。
2007年、ハーレムを拠点とするヒップホップ・コレクティヴ、A$AP Mobに参加する。2011年7月、シングル「Purple Swag」をリリースし、瞬く間にニューヨークのストリート・アンセムとなった。8月には、シングル「Peso」がネット上に流出し、数週間後にはニューヨークの注目のラジオ局「Hot 97」でオンエアされた。10月にはミックステープ『Live. Love. A$AP』が大絶賛され、RCA Records、Polo Grounds Musicとレコード契約を結んだ。
2013年1月15日、デビューアルバム『Long Live Asap』をリリースし、発売1週目に13万枚ほどを売り上げ、ビルボード200にて首位を獲得した。また、メタクリティックでは複数の批評家からの平均点が100点中73点という高得点を得た。アルバムには、スクリレックスなどダブステップ寄りのアーティストがプロデューサーと参加した曲も収録されており、ヒップホップの枠に収まらない先鋭的な作品となった。
2015年5月、2ndアルバム『At. Long. Last. ASAP』をリリースし、2作連続となる全米アルバムチャート1位を獲得した。
2018年5月25日、3rdアルバム『Testing』をリリースした。

## 人物

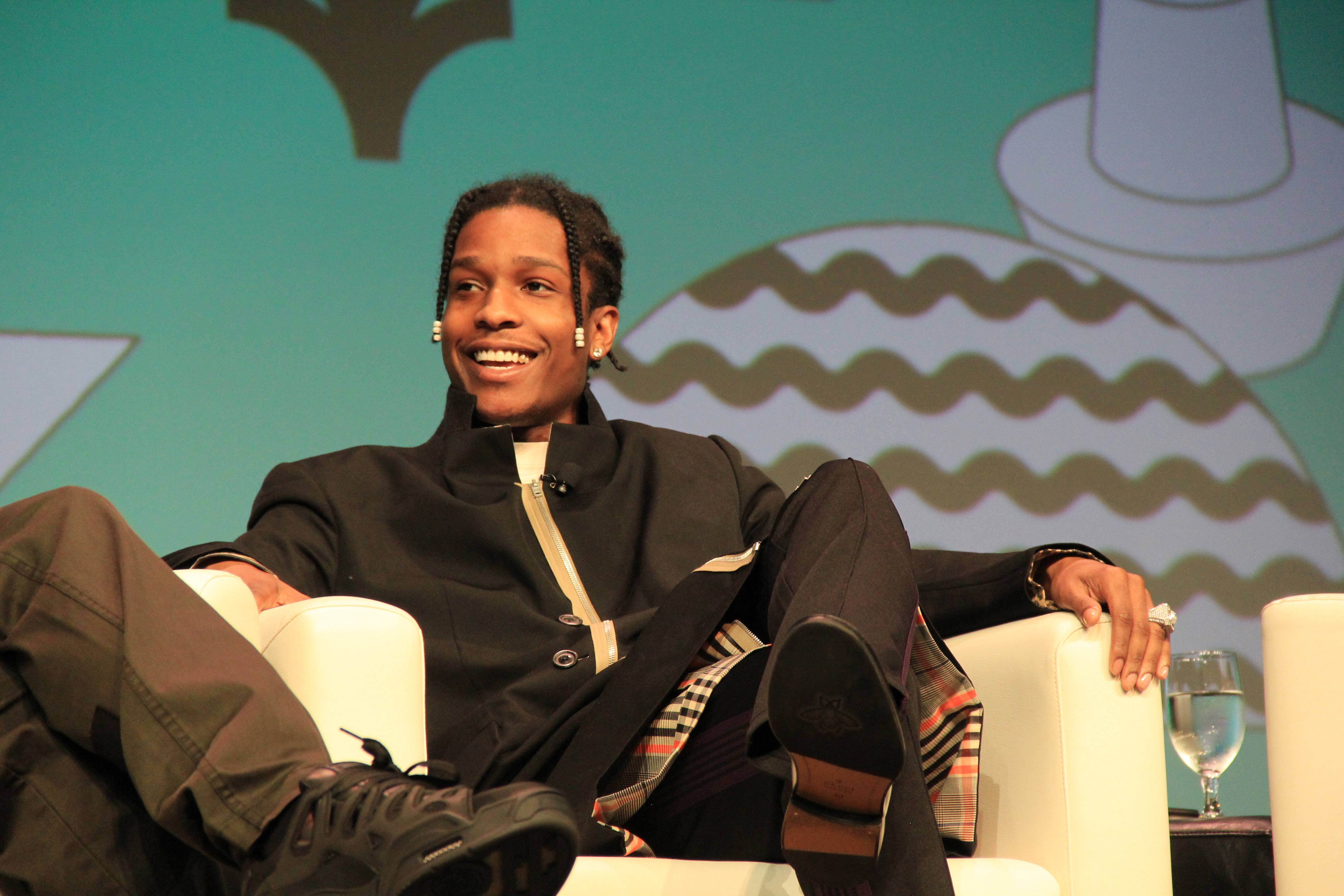
SXSWでのA$AP Rocky（2019年）

### 交際
エイサップ・ロッキーは2011年から2012年にかけてオーストラリアのラッパー、イギー・アゼリアとデートしていた。
2013年初頭、ロッキーはモデルのシャネル・イマンと交際を始めた。2014年4月、2人は婚約していると報じられたが6月に別れている。
歌手のリアーナとの間に2児をもうけており、2022年5月13日に第1子男児、2023年8月3日に第2子男児が誕生した。

### 事件
2019年6月30日、スウェーデン滞在中に暴力事件を起こし拘束される。翌月にはドナルド・トランプ大統領が交渉に動き注目を浴びた。同年8月14日、ストックホルム地方裁判所にて有罪判決が出たが禁固刑は免れた。

## ディスコグラフィー

### アルバム
| 年   | タイトル             | アルバム詳細 | チャート最高位 | チャート最高位 | チャート最高位 | チャート最高位 | チャート最高位 | チャート最高位 | チャート最高位 | チャート最高位 | 認定                                                          |
| 年   | タイトル             | アルバム詳細 | US             | AUS            | CAN            | DEN            | FRA            | NZ             | SWI            | UK             | 認定                                                          |
| ---- | -------------------- | --- | -------------- | -------------- | -------------- | -------------- | -------------- | -------------- | -------------- | -------------- | ------------------------------------------------------------- |
| 2013 | Long. Live. ASAP     | - 発売日: 2013年1月15日 - レーベル: ASAP Worldwide, Polo Grounds, RCA - フォーマット: CD, LP, digital download - 全米売上: 51.8万枚 | 1              | 7              | 1              | 4              | 21             | 7              | 9              | 7              | - US: プラチナ - CAN: ゴールド - DEN: ゴールド - UK: ゴールド |
| 2015 | At. Long. Last. ASAP | - 発売日: 2015年5月26日 - レーベル: ASAP Worldwide, Polo Grounds, RCA - フォーマット: CD, digital download - 全米売上: 21.5万枚     | 1              | 5              | 1              | 4              | 42             | 6              | 5              | 10             | - US: プラチナ - DEN: ゴールド - UK: シルバー                 |
| 2018 | Testing              | - 発売日: 2018年5月25日 - レーベル: AWGE, RCA - フォーマット: CD, digital download - 全米売上: 1.3万枚                              | 4              | 5              | 3              | 3              | 93             | 4              | 4              | 11             |                                                               |

### ミックステープ
- Live. Love. ASAP（2011年）
- Lords Never Worry（2012年）